# Costa de Granito Rosa
La Costa de Granito Rosa (del francés: Côte de Granit Rose) es el nombre de una zona costera de la costa atlántica de Francia, localizada en el Canal de la Mancha y administrativamente perteneciente al departamento de Côtes-d'Armor, en el norte de Bretaña, en la región histórica del Trégor.  Toma su nombre del hecho de que el granito que aflora tiene un color dominante marrón tirando a rosáceo.

## Geografía
Esta particularidad geológica se extiende a lo largo de 10 km  sobre los municipios de Perros-Guirec, Trégastel, Pleumeur-Bodou y Trébeurden (citados de este a oeste). Forma un arco que comienza al este de Ploumanac'h, Clarté (municipio de Perros-Guirec ), Île Renote, Coz-Porz, Strike Blanche (municipio de Trégastel ) hasta Île Milliau (municipio de Trébeurden ) al oeste, cruzando el parte no costera del municipio de Pleumeur-Bodou.
Además de su color característico, la costa está salpicada de montones caóticos, cuyo buque insignia es el sendero costero que parte de la playa de Trestraou ( Perros-Guirec ) y termina en Anse Saint-Guirec en Ploumanac'h . No muy lejos del pueblo de La Clarté, todavía están en funcionamiento algunas canteras de granito rosa. Se puede ver el rosa original del granito antes de que el tiempo lo patinara.
Hay tres costas de granito rosa en el mundo, una en Bretaña, una en Córcega y otra en China, lo que la convierte en un destino de vacaciones bastante popular. Las islas frente a la costa ( archipiélago de Sept-Îles ) también están pobladas por especies de aves raras y protegidas, lo que hace del cantón de Perros-Guirec un lugar de vacaciones de ecoturismo de renombre nacional. La paradoja es que solo los granitos han alcanzado la fama. rojo que sólo afloran en dos sitios de esta costa (Ploumanac'h y Trébeurden) a lo largo de los cuales los granitos rosas », mucho más frecuentes, son impotentes para atraer la atención del profano.

## Historia
El 20 de agosto de 1901, el " Sindicato artístico para la protección de los lugares pintorescos de Ploumanac'h » (primera ley de asociación de 1901 en Francia), cuya misión es preservar las rocas y el paisaje natural de cualquier deterioro o destrucción por la compra de tierras sensibles. En 1926, un " organismo de enlace e información para las playas de Perros-Guirec, Trégastel y Trébeurden », titulado Granito Rosa, hace referencia a esta entidad turística cuyo nacimiento data de hace unos cuarenta años. Este proyecto fue seguido en 1928 por la creación de la asociación para la salvaguardia del camino costero, la adquisición en 1986 de 35 hectares  de espacio natural por parte del Conservatoire du littoral y la gestión del sitio natural de Ploumanac'h por parte del municipio de Perros-Guirec. De 2000 a 2007, se llevó a cabo un importante proyecto de rehabilitación en el sitio, que sufría un tráfico turístico excesivo. Con 700 000 visiteurs al año, es de hecho el segundo lugar natural más visitado de Bretaña después de la Pointe du Raz.
"Es a este activo turístico, representado por las "rocas de granito rosa" que las estaciones de Perros-Guirec, luego Trégastel y Trébeurden han asociado su imagen, mucho más que la práctica de los baños de mar, ya que escritores y pintores revelaron su originalidad a finales del siglo XIX. Ahora protegido, el sitio de Ploumanac'h, adquirido por el Conservatorio, es visitado anualmente por unos 700.000 visitantes cuyas expectativas, claramente expresadas, invitan a los geomorfólogos a ofrecerles el descubrimiento de una intrusión granítica que ya no se limitaría a la mera observación de los "caprichos" o incluso las "extravagancias" de la naturaleza". De hecho, el nombre de Costa de Granito Rosa, ya consolidado, es mucho más un argumento turístico que de rigor científico, y la vocación inicial de este geomorfosita aún adolece de una valoración insuficiente.

## Geología
Esta roca tiene su color única de la combinación de tres minerales distintos presentes en el granito: la mica, que le da el color negro, el feldespato, que le da su color rosa y el cuarzo.
Entre los tres grandes cinturones graníticos hercinianos del Macizo Armoricano, el cinturón norte (el " estela moniliforme de granitos rojos » según la expresión de Charles Barrois ) se extendía a lo largo de 300 km  en dirección OSO-ENE (macizos de Porzpaul en la isla de Ouessant, Aber-lldut-Kernilis, pequeños puntos en las zonas deprimidas del macizo leucogranítico de Kernilis, macizo del bahía de Morlaix, macizo de St Jean du Doigt, Ploumanac'h, macizos de Flamanville y Barfleur) se distingue por varias características : un alineamiento notable, independiente de la heterogeneidad estructural y de la edad de las formaciones circundantes (este alineamiento resultante del ascenso de magmas básicos, subrayado localmente por milonitas, es paralelo a los grandes accidentes del Canal de la Mancha y se interpreta como la reactivación tardía - lineamiento herciniano de un lineamiento cadomiano o el establecimiento de una serie de puntos calientes ) ; el tamaño relativamente pequeño de los macizos ; la presencia de estructuras sub- o semi-concéntricas en ciertos complejos (Porzpaul, Aber-Ildut, Ploumanac'h) ; el emplazamiento tardío alrededor de 300 Ma durante uno de los últimos episodios de deformación que afectan a la cordillera Herciniana ; una asociación frecuente con rocas básicas que sugiere mezcla con magmas del manto ; el desarrollo de leucogranitos tardíos, ya sea en el borde o en el interior de varios macizos ; la inyección de venas micrograníticas, posteriores a los leucogranitos

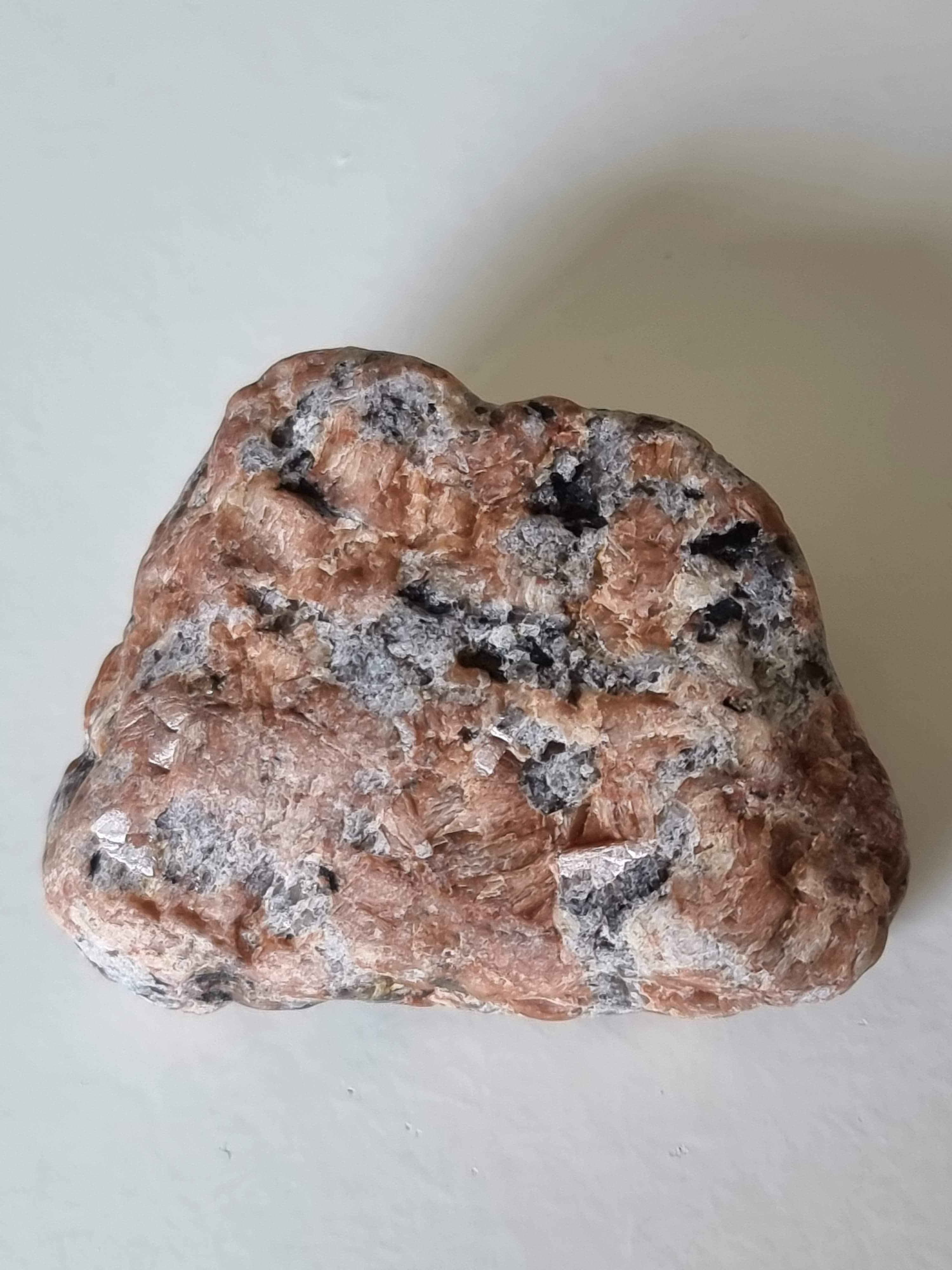
Vista cercana de un fragmento de leucogranito "rosa" y sus componentes : Mica (negra) Feldespato (rosa) Cuarzo (áreas brillantes).

En la costa de granito rosa, las formaciones sedimentarias y volcano-sedimentarias más o menos metamórficas del Brioveriense son cortadas por el inmenso batolito granítico intrusivo cadomiano de Bréhat-Perros-Guirec. Al oeste, el complejo granítico de Ploumanac'h, de dimensiones modestas (elipse de 12 × 8   ), muestra una notable disposición de las diversas unidades litológicas en aureolas concéntricas. Constituidos por la intrusión sucesiva de tres cuerpos magmáticos, crean lo que se denomina un " complejo centrado ». Este macizo granítico es accesible en todos sus componentes gracias al corte de la orilla, la importancia de la playa y la cantidad de islotes graníticos próximos a la costa. La variedad petrográfica y estructural (foliación, enclaves ) de las rocas magmáticas constituye así un verdadero museo al aire libre para geólogos aficionados y profesionales.
En el macizo de Ploumanac'h, además de los casos predominantes de color rosa rojizo de grano grueso, se establecieron posteriormente intrusiones centrípetas de grano fino. La parte central del plutón está así ocupada por granitos de grano fino -rosados por fuera, gris claro a blanquecino por dentro- agrupados bajo el nombre general de " Granitos de Isla Grande ". Su explotación se remonta al año 3000 ans aC con la construcción de megalitos. Hasta principios del siglo XX, los granitos del macizo de Bréhat-Perros-Guirec han sido objeto de una explotación intensiva, ligada a su calidad, su abundancia de juntas que favorecen el desecho y la ubicación de canteras junto al mar, lo que facilita el transporte marítimo. La cuenca granítica de La Clarté - Ploumanac'h sigue explotándolo, en particular por su facies orbicular  descubierta en la cantera de la empresa Gad et fils.
El granito de esta costa obtiene su color único de la combinación de tres minerales distintos presentes en el granito. : mica, que le da su color negro, feldespato que le da su color rosa, y cuarzo con su característico tinte gris translúcido. El feldespato suele ser blanco, por lo que los granitos son generalmente bastante grises cuando se ven desde la distancia. Este color rosa se debe más precisamente a la presencia de impurezas de hematites ( óxido de hierro(III) de fórmula Fe
2O
3) en la red cristalina del feldespato alcalino ( microclina, anortesis ) que aparece en el depósito del manto, o a un fenómeno de autometasomatismo, con circulaciones de fluidos ricos en hierro, al final de la cristalización en el reservorio magmático . El tono de rosa depende del grado de oxidación del feldespato.
Esta parte de la costa es un escaparate del patrimonio geológico por el relieve de los granitos, con rocas ruiniformes de extrañas formas y el caos y tors de bloques desprendidos de las arenas por la erosión de la costa o la excavación de los arroyos. Justificó así un inventario de geomorfositos que fecundaron el imaginario pareidólico popular, de ahí sus microtopónimos locales inspirados en leyendas bretonas o bíblicas (“ Corona del Rey Gradlon », « bidés de la virgen " O " huellas del diablo "), elementos cotidianos (paleta de pintor, cabeza de ballena, balaustre, sacacorchos, montón de tortitas, seta, pezón...) o animales fantásticos (cabeza de dragón, esfinge ...), imaginarios muy explotados en los folletos turísticos.

## Panorama

Panorama de la Costa de Granito Rosa

## Galería de imágenes

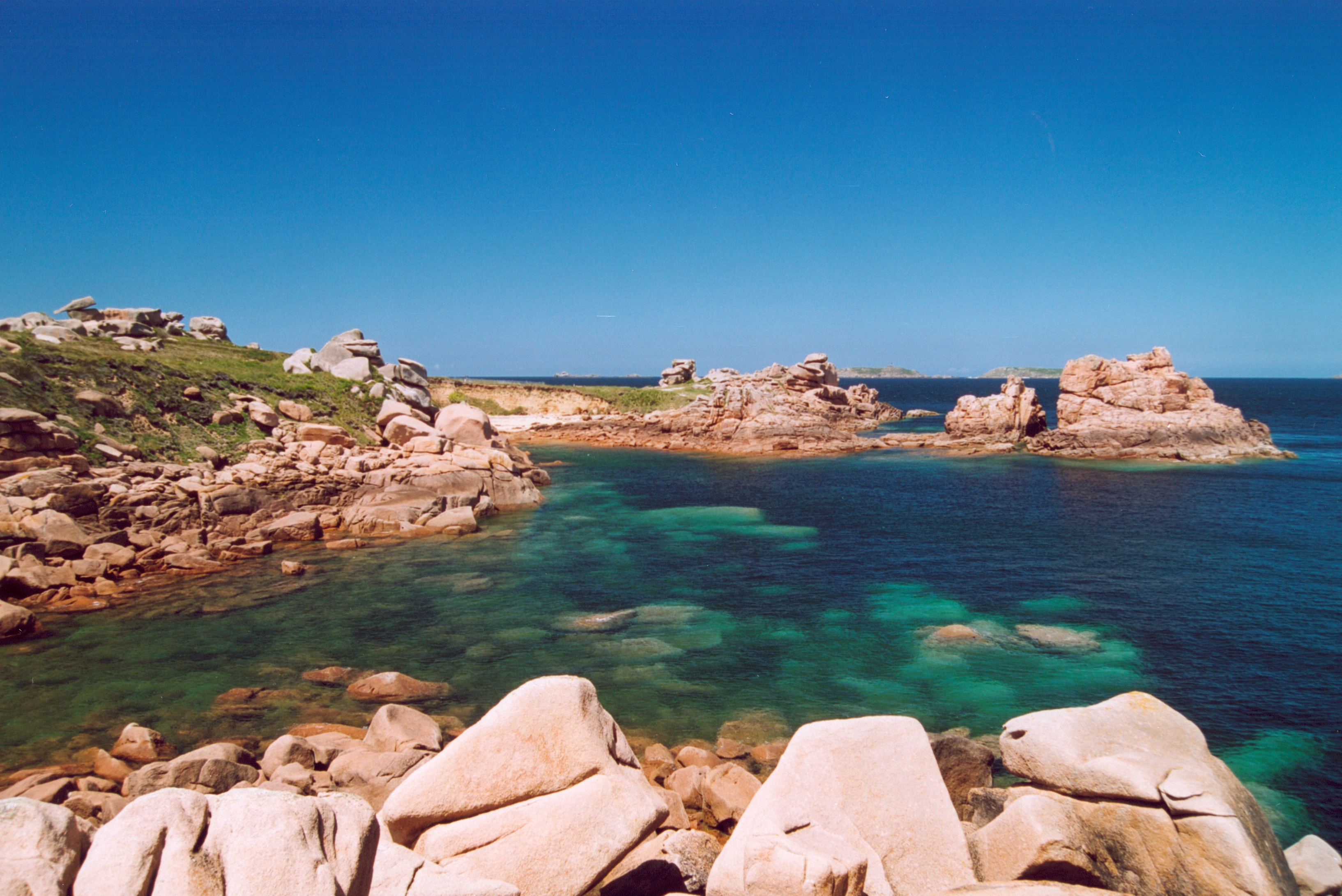
Costa de granito rosa
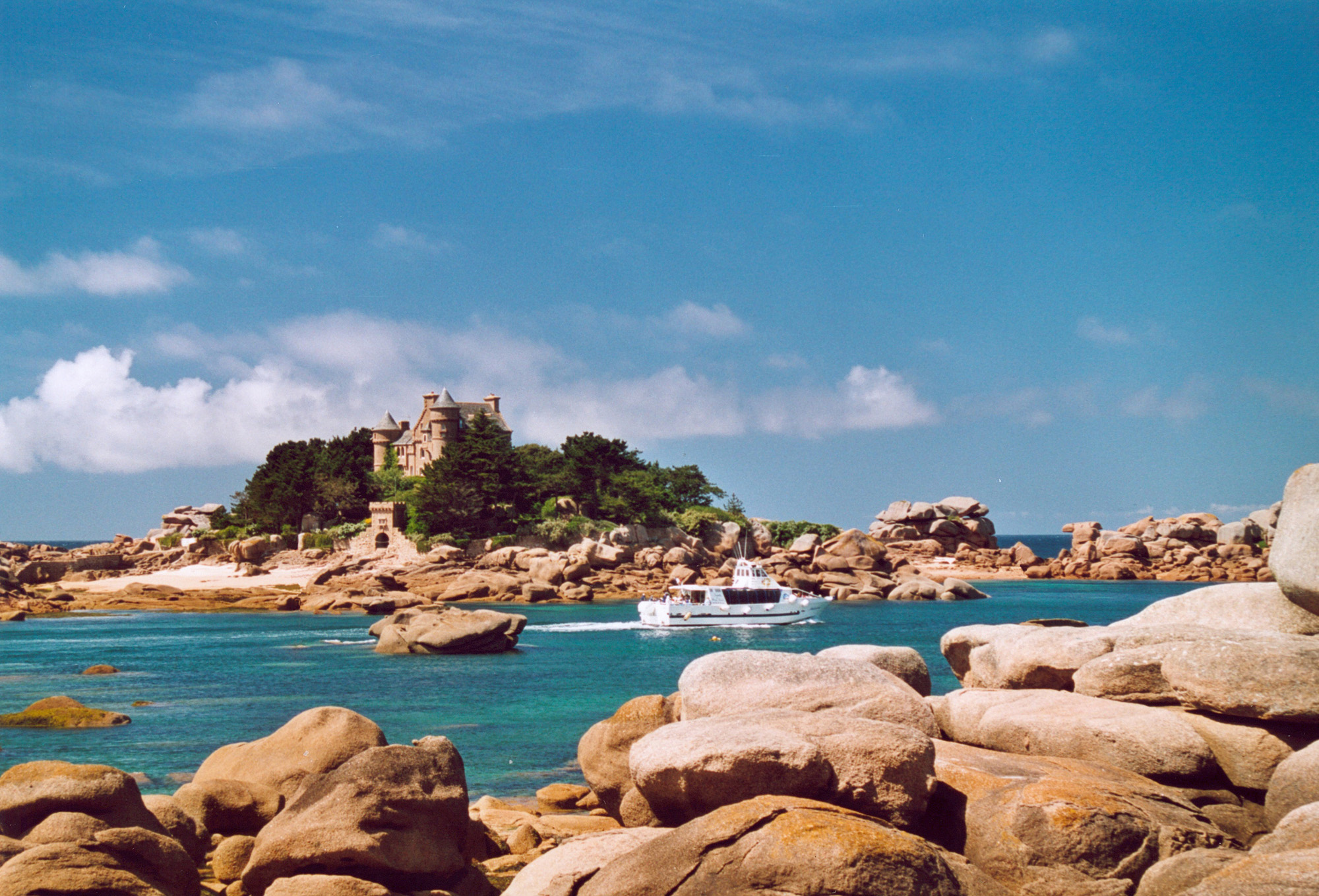
Château de Costaérès
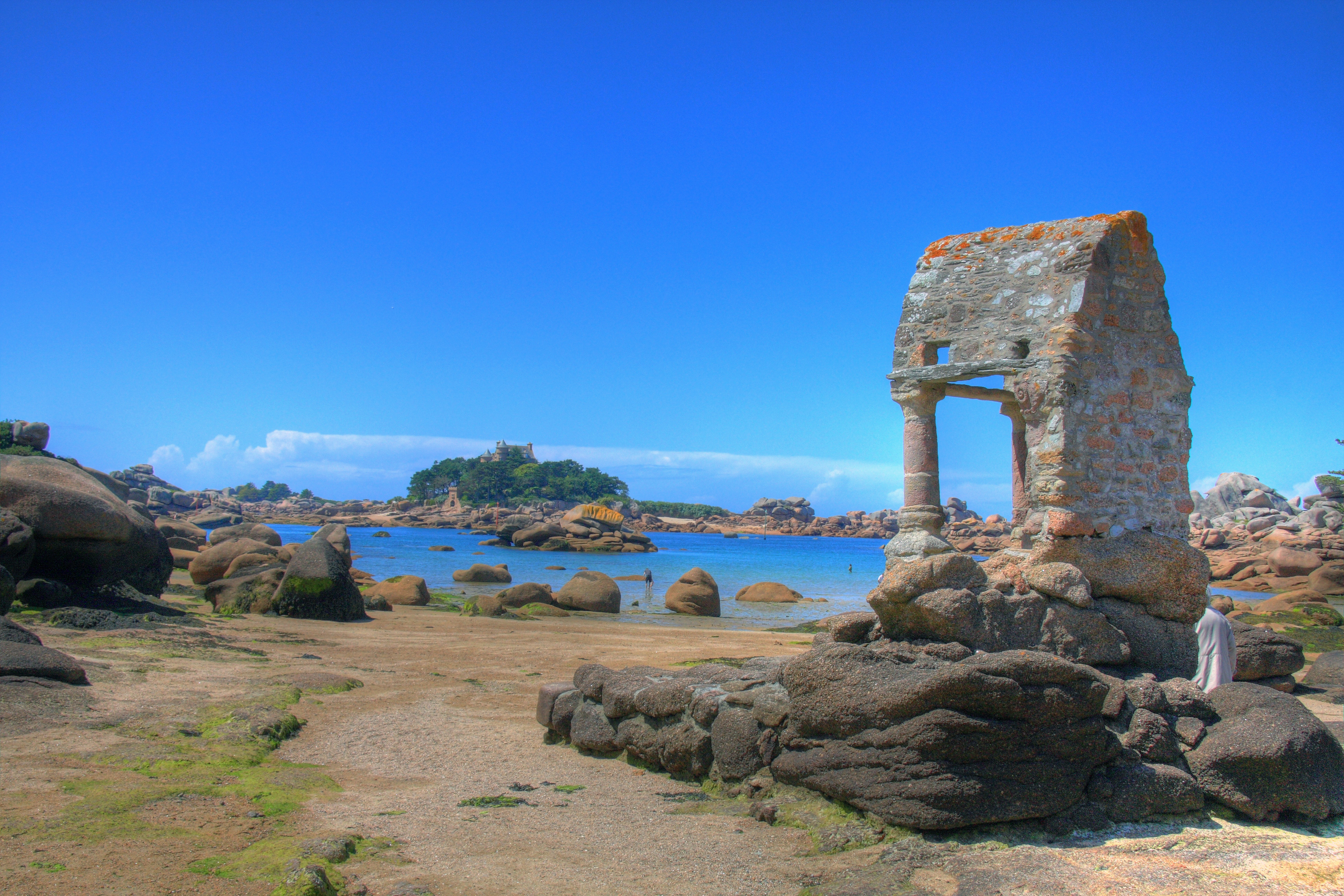
Oratorio de Saint-Guirec

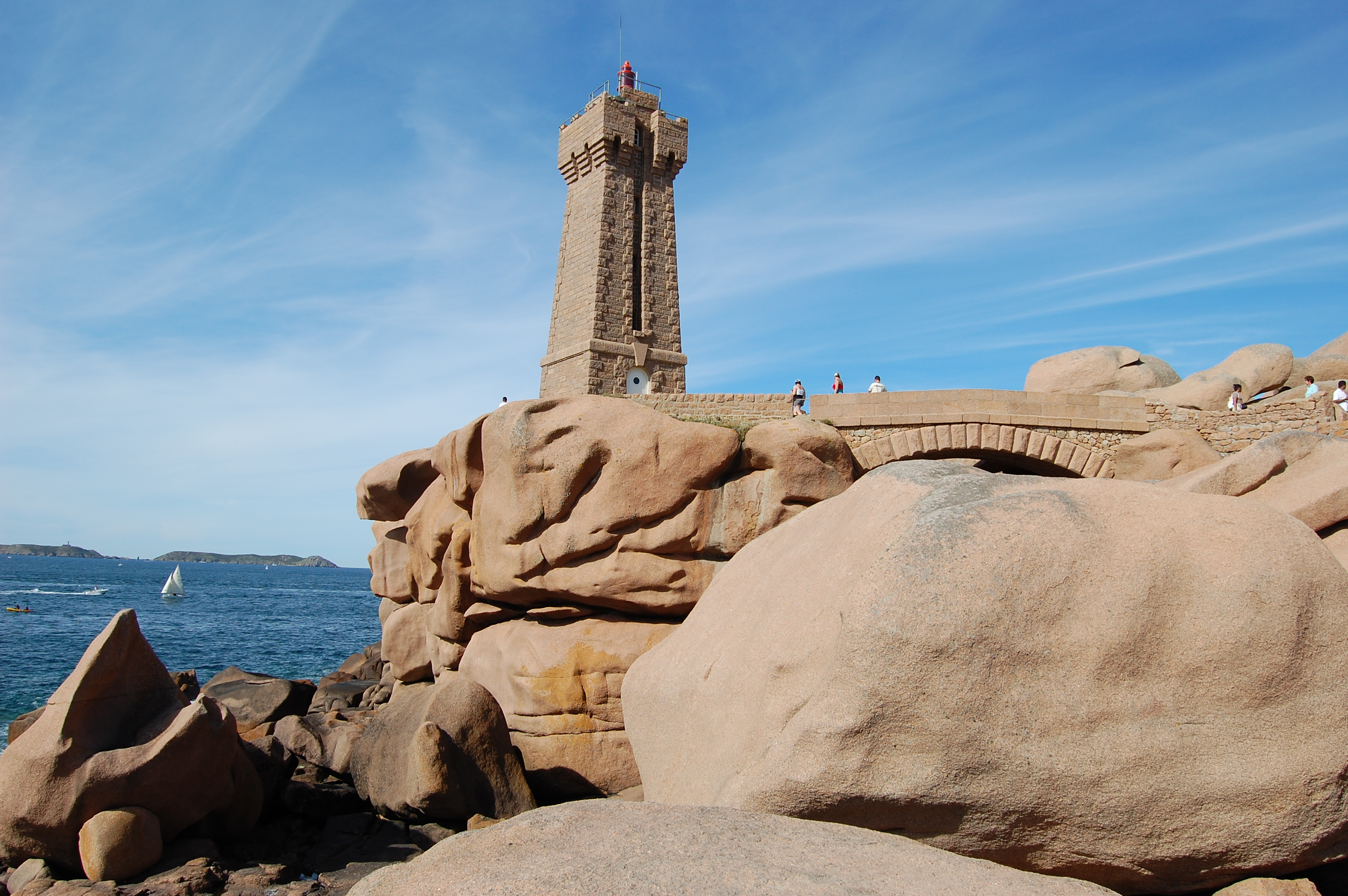
Vista del faro de Ploumanac'h
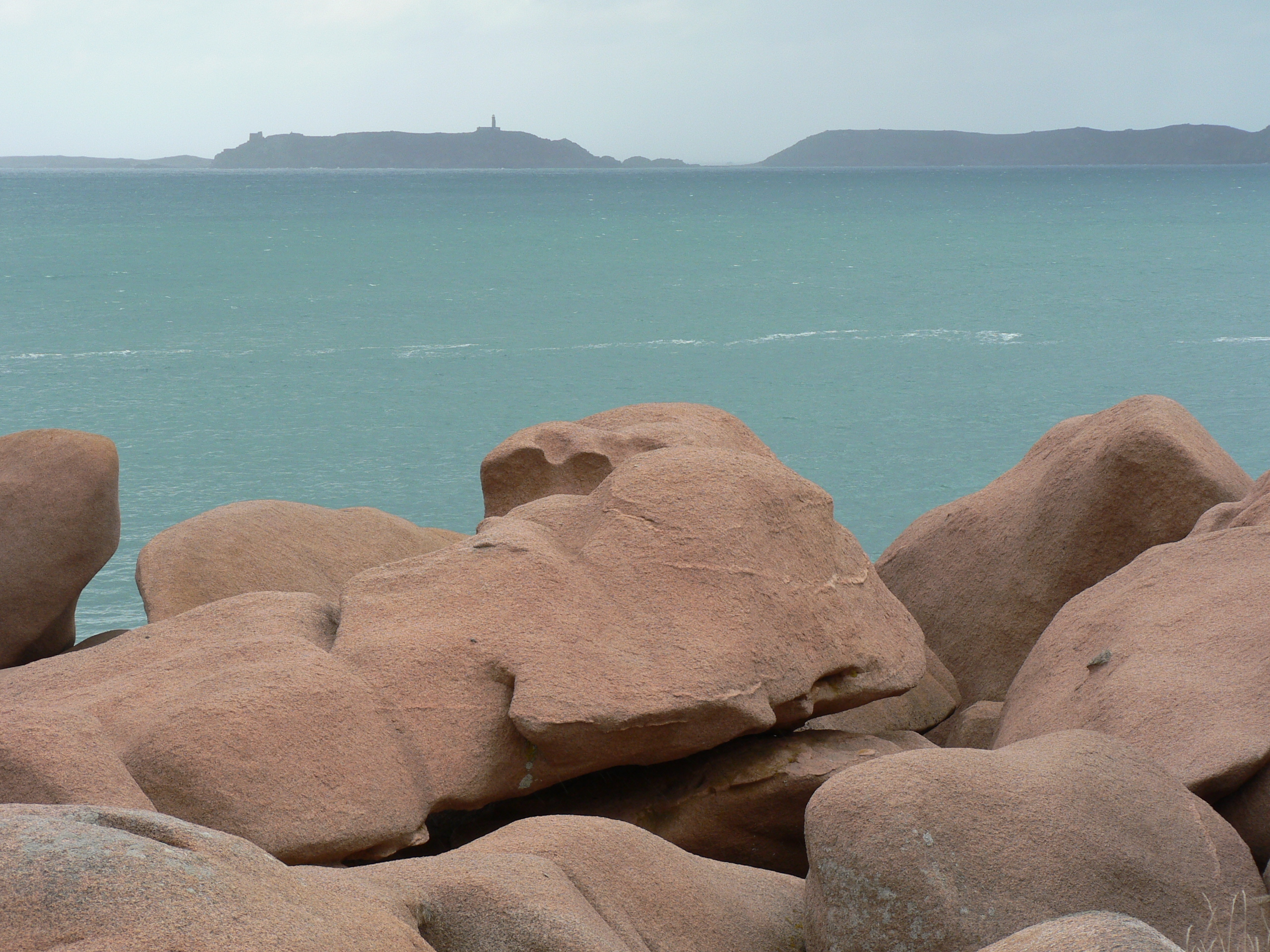
Granito rosa y vista sobre las siete islas
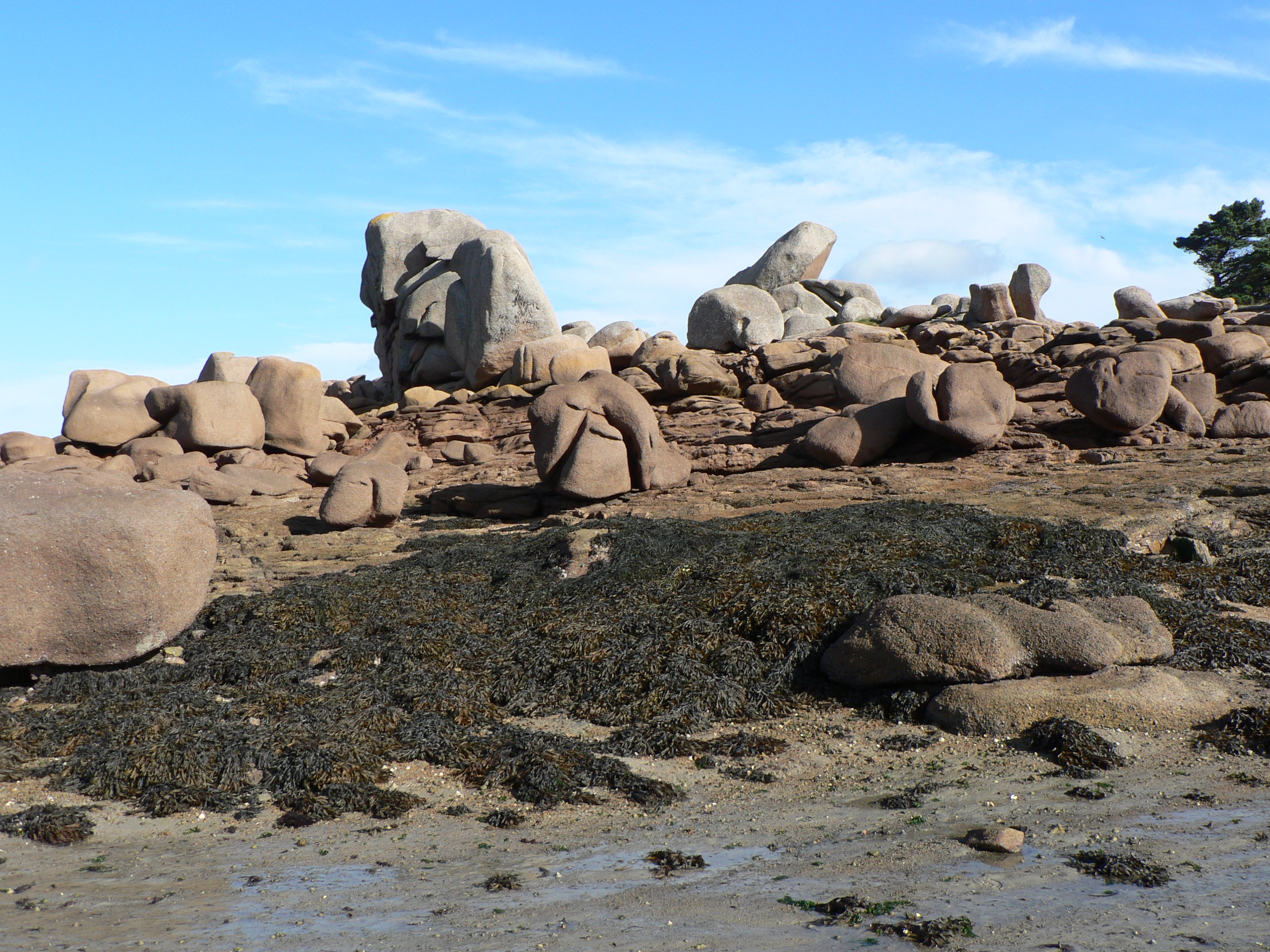
Playa de Ploumanach (marea baja)

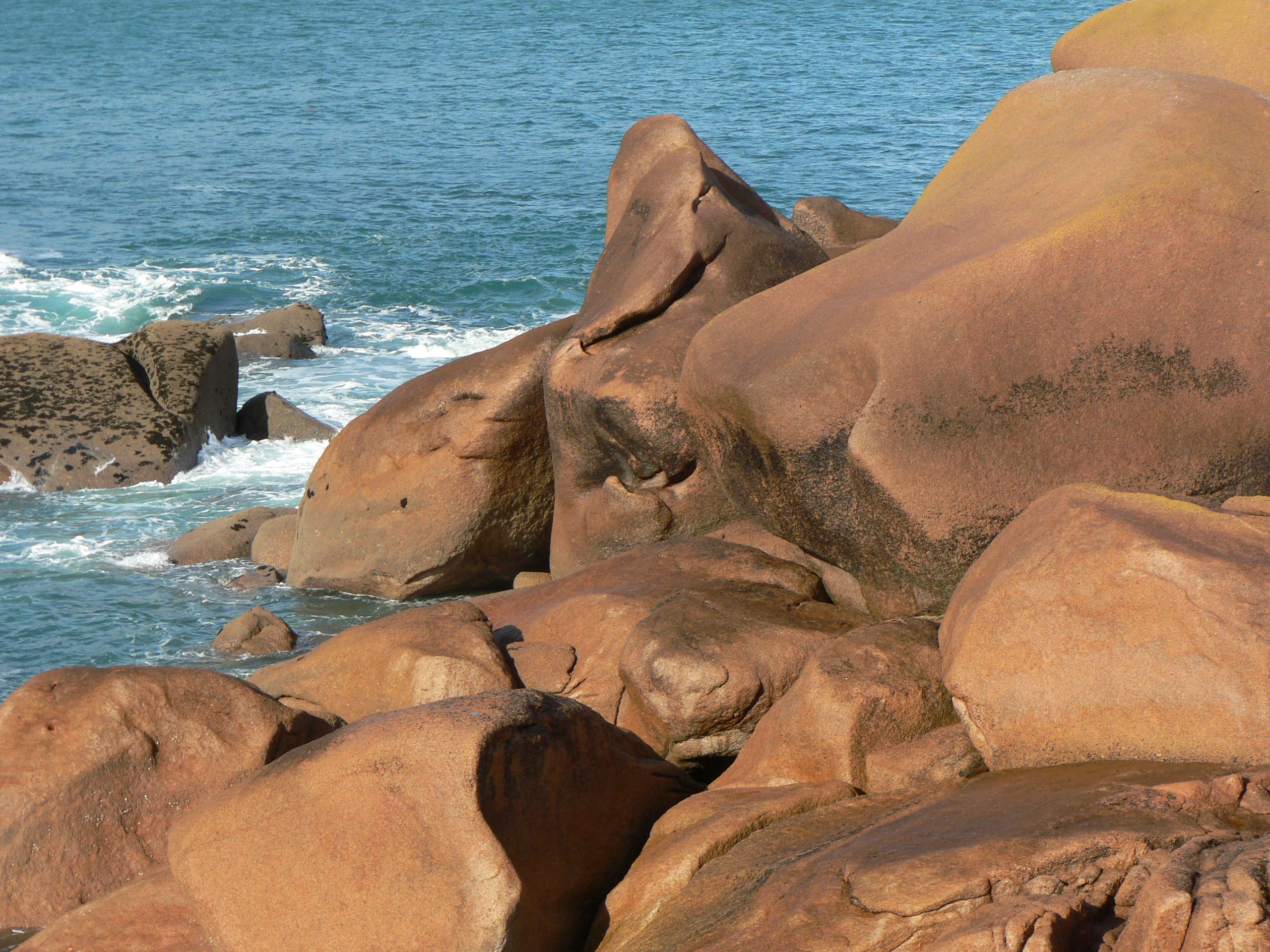
Costa de granito rosa después de la lluvia (detalle)
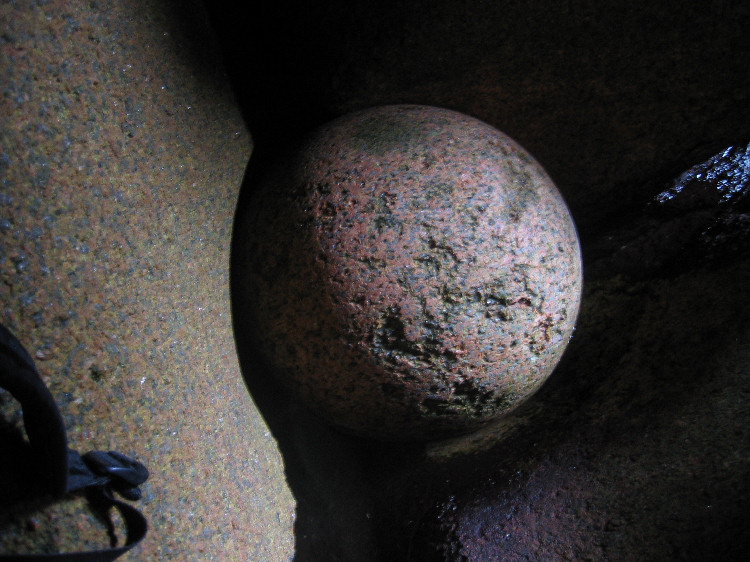
La bola de Trégastel
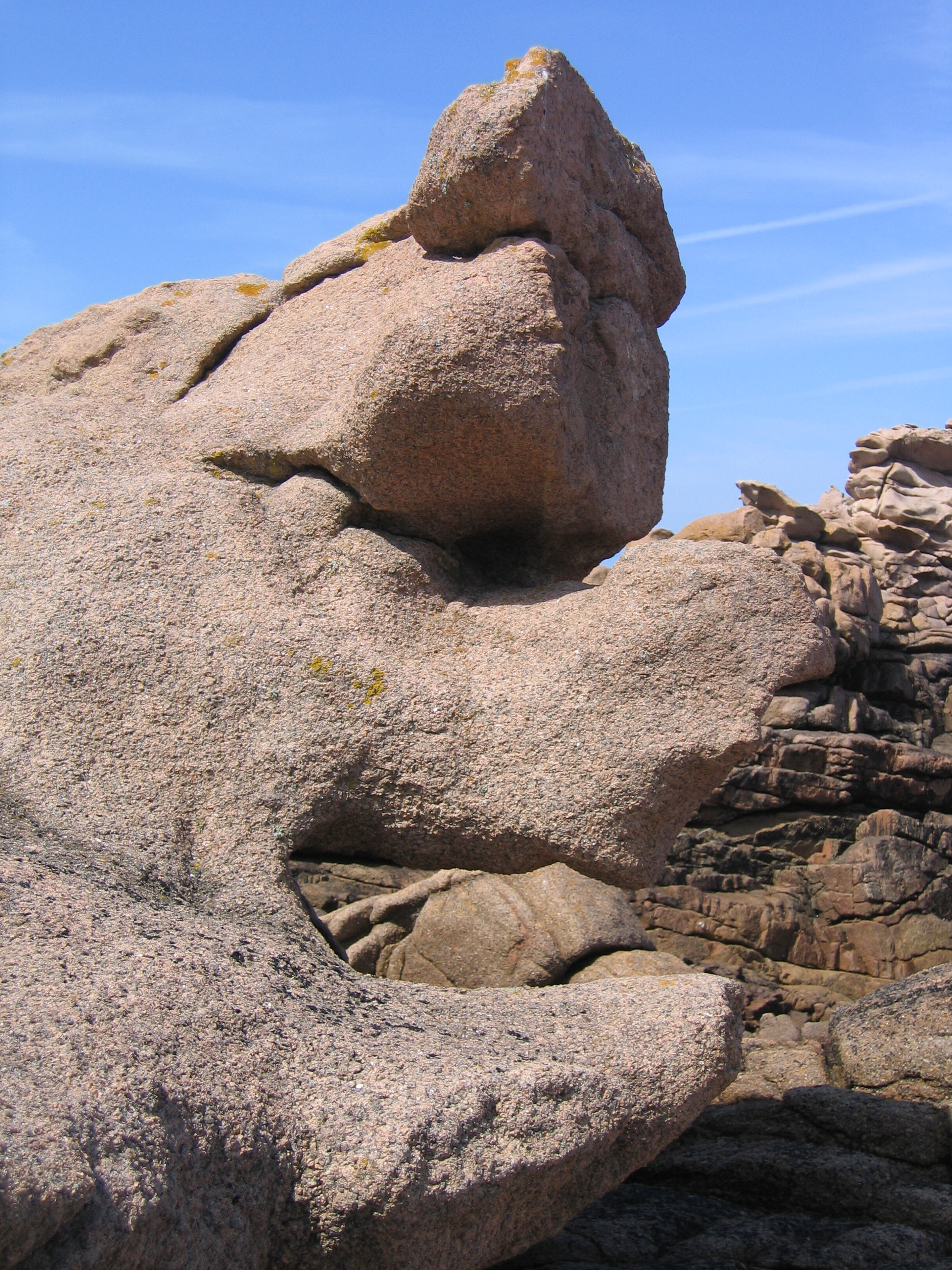
Erosión esculpiendo la roca